# جبران أندراوس التويني
جبران التويني (1307- 1367 هـ/ 1890- 1947 م)، صحفي وكاتب لبناني، ووزير ونائب برلماني، ومؤسس جريدة النهار اللبنانية. يُعَدُّ من المؤثرين في عصر النهضة العربية في مَيدان الصِّحافة.

## سيرته
وُلد جُبْران بن أندراوُس التُّوَيْني (أبو الوليد)، في بيروت عام 1307 هـ/ 1890 م، وفيها نشأ وتعلَّم.
عمل في وقت مبكر من حياته منضِّدَ حروف في بعض المطابع، ثم كاتبًا صحفيًّا. وسافر إلى باريس عام 1908 وأقام فيها ثلاثة أعوام؛ متنقلًا بين جريدتي (باريز) و(نهضة العرب)، ثم سافر إلى مصر وأقام في الإسكندرية والمنصورة أكثر من عشرة أعوام حرَّر فيها جريدة (الدلتا).
ثم عاد إلى بيروت واستقرَّ فيها عام 1922 وعمل محررًا في جريدة (الحرية)، ثم أسس في هذه السنة جريدة (الأحرار) السياسية اليومية، بالاشتراك مع موسى نمُّور وخليل كسيب، وكان من أوائل من كتب فيها الدكتور عمر فروخ. ثم في عام 1924 صارت ملكيتها إلى جبران التويني وخليل كسيب وسعيد صباغة. ثم في عام 1926 أصدر التويني مجلة (الأحرار المصوَّرة) الأسبوعية. وكانت جريدة (الأحرار) ماسونية، وكان جبران التويني وخليل كسيب وسعيد صباغة ماسونيين. ولمَّا توفي الأب لويس شيخو اليسوعي عام 1927 - وكان شديدَ الكره للماسونية وشديدَ الهجوم على الماسونيين - خرج جبران التويني في تشييعه ومأتمه، وحين عُوتبَ على ذلك أجاب بقوله: رافقتُه لأتيقنَ أنه لن يرجعَ!
وفي عام 1933 أنشأ جبران جريدة (النهار)، وكتب في أول افتتاحية لها بتاريخ 4 آب 1933: "إن الحكم الدستوري عائد لا محالة؛ لأن صك الانتداب الذي أقام فرنسا وليَّةً على سوريا ولبنان نصَّ في مادته الثانية على أن تقيم فرنسا في هذه البلاد نظامًا نيابيًّا للحكم، بالاتفاق مع السلطات الأهلية. ولن تستطيعَ فرنسا أن تنقضَ صك الانتداب". وبقي رئيسًا لتحريرها إلى وفاته، وتولى رئاستها بعده ولدُه الصحفي المرموق غسان تويني، ورأس تحريرها أيضًا ابنُه جبران بن غسان التويني إلى أن اغتيل في تفجير ببيروت، وترأس التحريرَ الآن مع رئاسة مجلس الإدارة نايلة التويني ابنة جبران (الحفيد).
أما جريدة الأحرار فمنذ 1933 صارت ملكًا لسعيد صباغة وحدَه، ولكنه غيَّر اسمها إلى (صوت الأحرار)، ثم انتقلت ملكيتها عام 1949 إلى كميل يوسف شمعون.
ووليَ جبران وِزارة المعارف والفنون الجميلة عام 1930 في وِزارة أديب باشا إلى تعليق الدستور عام 1932، وصار عضوًا في مجلس النوَّاب اللبناني عام 1937 إلى 1939، ورأَسَ نقابة الصِّحافة عام 1946، وبعد الاستقلال عُيِّن وزيرًا مفوَّضًا في الأرجنتين إلى وفاته.

## وفاته
توفي في مدينة سانتياغو عاصمة تشيلي، عام 1367 هـ/ 1947 م، ونُقل جُثمانه إلى بيروت ودُفن فيها.